# 大林深雪
大林深雪（日语：おおばやしみゆき，1968年9月4日—），日本漫畫家，大阪府出身。

## 經歷
出道前是一般上班族，23歲時辭職，打算給自己三年時間出道成為職業漫畫家，如果不成功就回去職場。
24歲第一次以〈ミラクルミステリートイレットにようこそ〉投稿就成功出道，作品被刊登於《ちゃおDX》秋季増刊號。大林先後於漫畫雜誌《ちゃおDX》、《ChuChu》及《Cheese!》連載，著有《櫻花最前線》、《綠色星期三》、《糖果怪獸》等作品。 